# Dorji Dema
Dorji Dema (16 ottobre 1983) è un'ex arciera bhutanese.
Ha partecipato ai giochi olimpici di Pechino 2008.

## Biografia

### Giochi asiatici
Dorji Dema ha partecipato ai Giochi asiatici di Doha 2006, classificandosi al ventesimo posto finale nel torneo individuale ed al nono nella gara a squadre assieme alle compagne Tshering Choden e Dorji Dolma.

### Campionati mondiali
Ha preso parte ai mondiali disputati in Germania, a Lipsia, nel luglio 2007, sia nell'individuale che nella gara a squadre femminile.
Nella gara individuale fu 70ª nel turno di qualificazione. Nella fase a eliminazione è stata sconfitta al primo turno dalla giapponese Haruyo Sakurazawa.
Nella qualificazione della gara a squadre le bhutanesi furono ventinovesime, fallendo l'accesso alla fase ad eliminazione diretta, limitata a sedici squadre.

### Campionati asiatici
Dorji Dema ha preso parte anche ad un campionato continentale, in Cina nel 2007.
Nelle qualificazioni del torneo individuale fu 34ª ma venne eliminata al primo turno della fase ad eliminazione diretta dall'arciera indonesiana Rina Dewi Puspitasari. Nella gara a squadre femminile, le bhutanesi chiusero all'undicesimo posto le qualifiche, venendo eliminate al primo turno dalla squadra kazaka.

### Giochi olimpici
Nel marzo 2008, la commissione tripartita ha assegnato i tre posti a sua disposizione per il torneo olimpico femminile di Pechino 2008 a Tagikistan, Bhutan e Mauritius. Il posto del Bhutan venne assegnato a Dorji Dema.
Nel turno di qualificazione si è classificata al 61º posto con 567 punti. Al primo turno è stata sconfitta (97-107) dalla georgiana Khatuna Narimanidze.
Durante il torneo olimpico, l'atleta era incinta di tre mesi.

### Dopo Pechino 2008
Dopo l'esperienza olimpica, Dorji Dema ha continuato a praticare il tiro con l'arco, sebbene non più a livello internazionale, impegnandosi in particolare per un maggior riconoscimento del tiro con l'arco femminile nel suo paese.